# Harold J. Stone
Harold J. Stone (n. 3 martie 1913, New York City, New York, SUA – d. 18 noiembrie 2005, Woodland Hills⁠(d), California, SUA) a fost un actor american de film și televiziune.